# Кровь Амбера
«Кровь Амбера» (англ. Blood of Amber) — роман американского писателя Роджера Желязны, вышедший в 1986 году. Вторая книга из второй пенталогии цикла романов «Хроники Амбера».
На русский язык книгу переводили в разное время: Ян Юа, Н. Белякова, М. Гутов. Варианты переводов названия: «Кровь Эмбера», «Кровь Янтаря».
Была номинирована в 1987 году на премию Локус.

## Сюжет
Роман начинается с «размышлений в хрустальной пещере» — главный герой Мерлин заточён в странном месте, где он не может использовать свою волшебную силу. После стычки с Джасрой, которая пытается его убить, он всё-таки связывается со своей амберской тётушкой Флорой. Флора помогает Мерлину перенестись на Землю, в Сан-Франциско.
Мерлину приходится столкнуться с новым для него противником — колдуном в маске. Колдун в маске захватил Страж Четырёх Миров и превратил Джасру в вешалку, после стычки с «Маской» Мерлин забирает Джасру-вешалку в амберский дворец.